# Zorrozaurre

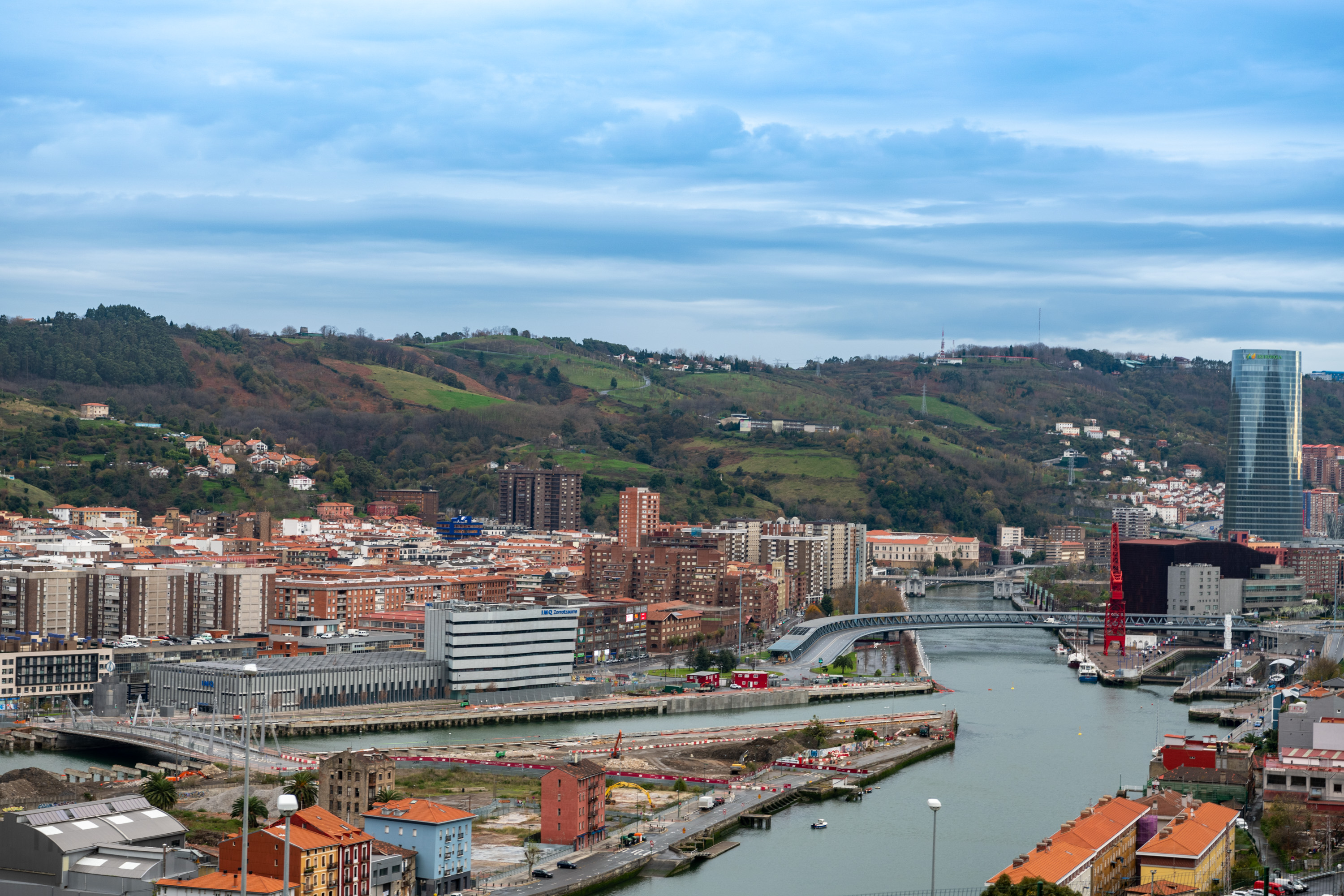
Isla de Zorrozaurre a la altura del canal de Deusto totalmente abierto.

Zorrozaurre (en euskera y oficialmente Zorrotzaurre, Zorrotza y aurre, "enfrente de Zorroza") es una isla artificial que se formó después de la excavación del canal de Deusto en la villa de Bilbao. Administrativamente forma parte del barrio de San Pedro de Deusto-La Ribera, aunque tradicionalmente ha sido considerada un barrio aparte.
Tras las obras de apertura completa del canal de Deusto, Zorrozaurre se transformó oficialmente de península en isla el lunes 8 de octubre de 2018 a las 13:10, siendo llamada a ser la "Manhattan" de Bilbao y la última gran operación de regeneración urbana puesta en marcha en la villa, tras Abandoibarra.

## Proyecto
El proyecto de Zorrozaurre es la última gran operación de regeneración urbana en la villa de Bilbao. Zorrozaurre fue una zona en continuo declive industrial y social desde los años setenta del siglo XX y en la que hoy en día apenas vive medio millar de vecinos.
Su ámbito urbanístico ocupa una superficie total de 838 781 m², de los que más de la mitad pertenecen a entidades públicas (Gobierno vasco, Ayuntamiento de Bilbao y Autoridad Portuaria de Bilbao), repartiéndose el resto entre diversos propietarios privados.

### Años 60 y 70

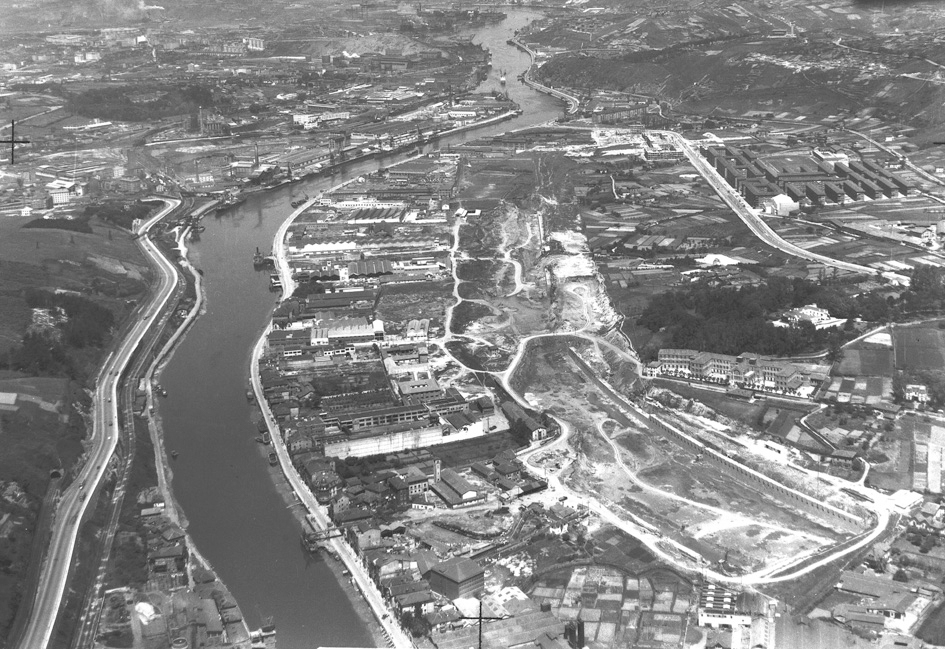
Apertura del canal de Deusto, 1959.

A mediados de los años sesenta Zorrozaurre se vio inmersa en una época de pujanza industrial potenciada por la apertura inconclusa del canal de Deusto por parte del Puerto de Bilbao. En este escenario fueron consolidándose diversas actividades industriales, sobre todo aquellas vinculadas a la actividad portuaria de ambos lados del canal, así como otros usos productivos en la antigua Ribera de Deusto. Sin embargo, la crisis económica de los años setenta afectó a todo el desarrollo industrial previo provocando su declive. Parte de la actividad industrial fue abandonada y en consecuencia el nivel de vida fue menoscabado por el envejecimiento de edificaciones y espacios públicos y privados.

### Plan Especial

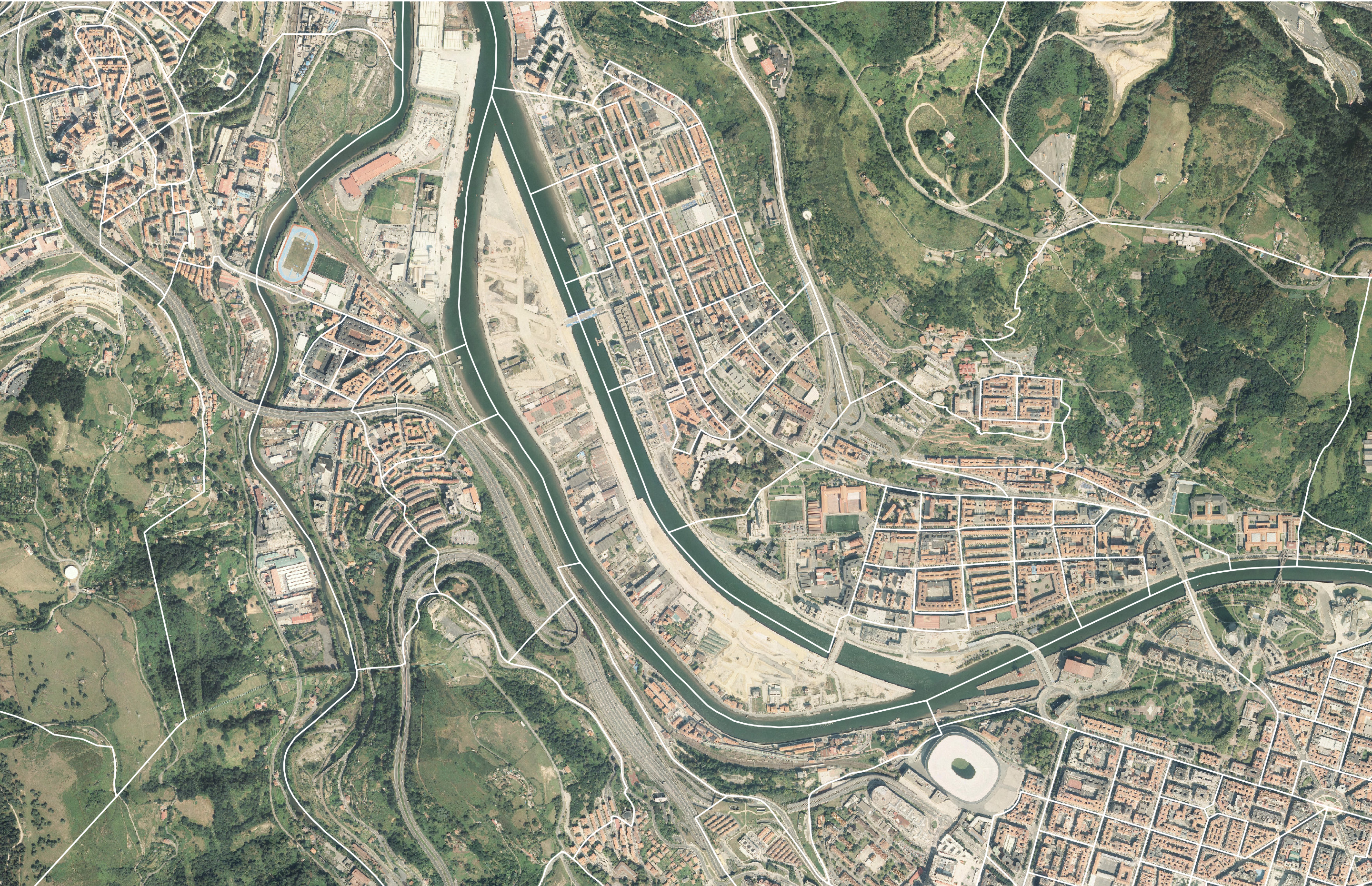
Vista satelital de Zorrozaurre en 2022 tras su conversión definitiva en isla.

Plano del proyecto.

A raíz de la aprobación del Plan General de Ordenación Urbana de Bilbao en 1995, el uso industrial de Zorrozaurre pasó a ser residencial. La redacción de un Plan Especial se encargaría a posteriori del diseño urbano del área.
En 2001, propietarios públicos y privados de Zorrozaurre constituyeron la Comisión Gestora para el Desarrollo Urbanístico de Zorrozaurre, a fin de impulsar y ejecutar el plan de regeneración urbana de la zona. El Master Plan del proyecto fue diseñado por la arquitecta angloiraquí Zaha Hadid. Elaborado en 2004 y revisado en 2007, incluyó la apertura completa del canal de Deusto, transformando Zorrozaurre de península en isla.
En noviembre de 2012 el Ayuntamiento de Bilbao aprobó definitivamente el Plan Especial de Zorrozaurre.
El 16 de diciembre de 2015 fue aprobada la reparcelación de la zona 1 de Zorrotzaurre, la cual representa cerca de la mitad de la isla. El siguiente paso de regeneración fue la redacción y aprobación del proyecto de urbanización de la unidad 1 y el inicio de las obras, a partir del último trimestre de 2017.
El 27 de julio de 2016, el Ayuntamiento de Bilbao aprobó el proyecto de urbanización de Zorrozaurre en el que se describe con detalle los espacios y las oportunidades para la ciudad.
Un año después, el 26 de julio de 2017, la Junta de Gobierno local del Ayuntamiento de Bilbao aprobó definitivamente el Proyecto de Urbanización de la Unidad de Ejecución 1, de la Actuación Integrada 1 del Área Mixta de Zorrotzaurre, con lo que completó el diseño del plan estratégico.

## Actuaciones
Diversas actuaciones van consolidándose progresivamente en la isla de Zorrozaurre:

### Infraestructura
- Puente San Ignacio-Zorrozaurre: el segundo puente de Zorrozaurre, tras la inauguración del Frank Gehry, conecta el barrio de San Ignacio con la isla. Fue colocado en una sola pieza sobre el canal el 29 de enero de 2020[19] y terminado a principios de octubre del mismo año.[20] Fue abierto a tráfico y público el 19 de julio de 2024.[21]
- Puente Frank Gehry: primer puente de Zorrozaurre, conectando el barrio de Deusto e inaugurado en 2015.[22]
- Apertura del canal de Deusto. El proyecto de convertir Zorrozaurre en una isla se forjó en 1929. El objetivo surgió para solventar los problemas de navegabilidad de la ría. Las tareas, sin embargo, no comenzaron hasta 1950 y se paralizaron a unos 500 metros de finalizarse, a la altura del actual IMQ, creándose una península en septiembre de 1968. La retirada de la lengua de terreno restante que se dejó sin excavar se reinició 2014.[23][24][25][26] Por otra parte, la apertura definitiva vino determinada a su vez por los distintos estudios hidráulicos realizados que confirmaron la necesidad de abrir el canal para minimizar el riesgo de inundaciones en Zorrozaurre y en las áreas vecinales circundantes de Bilbao.[27] Tras estimaciones preliminares de que en la segunda quincena de septiembre de 2018 el agua de la ría pasaría bajo el puente Frank Gehry,[28][29] la pleamar del miércoles 26 de septiembre a las 16:30, permitió, por primera vez, que el agua discurriera por debajo de dicho puente, suponiendo un momento histórico largamente esperado.[30][31] La apertura total del canal que hizo realidad oficialmente la isla de Zorrozaurre se produjo el lunes 8 de octubre a las 13:10.[2][3][4]
- Urbanización de la margen derecha del canal de Deusto,[32][33][34] tras lo cual se inauguró el paseo El Canal, el paseo peatonal más largo ubicado en la villa.[35] El 30 de marzo de 2022, se procedió a la apertura del último tramo cerca del puente Euskalduna permitiendo andar de Elorrieta a Zorroza sin tocar asfalto, culminándose así en Bilbao un paseo ribereño de 11 kilómetros de longitud.[36]
- Urbanización de la calle Ballets de Olaeta.[37]
- Eliminación de la rotonda del Euskalduna.[38][39][40][41][42]
- Tranvía de Bilbao: el 13 de febrero de 2021 se informó que el Ayuntamiento de Bilbao y el Gobierno Vasco acordaron el paso desde Olabeaga por un nuevo puente, creando una ruta alternativa hasta construir la avenida principal de la isla.[43] Tendrá cinco paradas y se invertirán 40 millones en un trazado de 2,5 kilómetros, cuyas obras arrancarían en 2025.[44][45] El proyecto no estuvo exento de rechazo.[46]

### Nuevos Edificios
- Primera promoción de vivienda nueva.[47][48][49] El 11 de agosto de 2020 se inició el levantamiento de un muro de contención en la isla, compuesto por 750 paneles modulares de hasta ocho metros de altura, permitiendo así ganar 51.700 metros cuadrados a la ría y edificar 761 pisos.[50][51][52][53] En diciembre arrancó la urbanización de la punta norte de Zorrozaurre donde se levantarían pisos.[54] En mayo de 2021 culminaron las obras de ensanchamiento de la nueva área de desarrollo urbanístico ganando la isla 52.000 metros cuadrados de terrenos.[55][56][57] El 9 de agosto de 2023 se comunicó que la sociedad Urbas vendió por casi 98 millones de euros al fondo británico M&G Investments 314 viviendas para alquiler en la punta norte de la isla.[58][59]
- Parque Tecnológico de Zorrotzaurre, que se situaría en las puntas sur y norte de la isla.[60][61]
- Clínica del IMQ.[62] En enero de 2021 fue aprobada la ampliación del edificio de la clínica con una planta más.[63][64]
- Sede de IDOM.[65]
- Museo: el 25 de enero de 2022 se dio a conocer que la coleccionista de arte y filántropa Ella Fontanals-Cisneros negociaba con la Diputación la apertura de un museo en Bilbao. El proyecto para acoger su obra preveía la construcción en Zorrozaurre de tres edificios, que también albergarían un centro de la diáspora vasca, otro sobre arte y tecnología y un almacén de arte.[66][67][68][69][70][71][72] Aunque posteriormente la Diputación alegó que no había un proyecto en firme.[73][74] En marzo de 2024 se supo que Ella Fontanals-Cisneros renunció a ceder su colección a Bilbao.[75]
- Torre BBK. Su diseño fue anunciado por Zaha Hadid en julio de 2009. A principios de 2011, la BBK anunciaba que aparcaba el proyecto hasta tiempos mejores debido a la coyuntura económica del momento. Sin embargo, a finales de octubre de 2013 la página web de la arquitecta anglo-iraquí actualizó la información y las imágenes de la que sería la futura sede de Kutxabank.[76][77][78] El 28 de noviembre de 2016, la Sociedad Pública del Gobierno Vasco Visesa formalizó la venta a Kutxabank de la parcela, reservada en su momento, para la construcción de dicha sede.[79] Simultáneamente se supo que el banco renunció a construir a corto o medio plazo el proyecto presentado por Zaha Hadid.[80][81]

### Rehabilitación de edificios

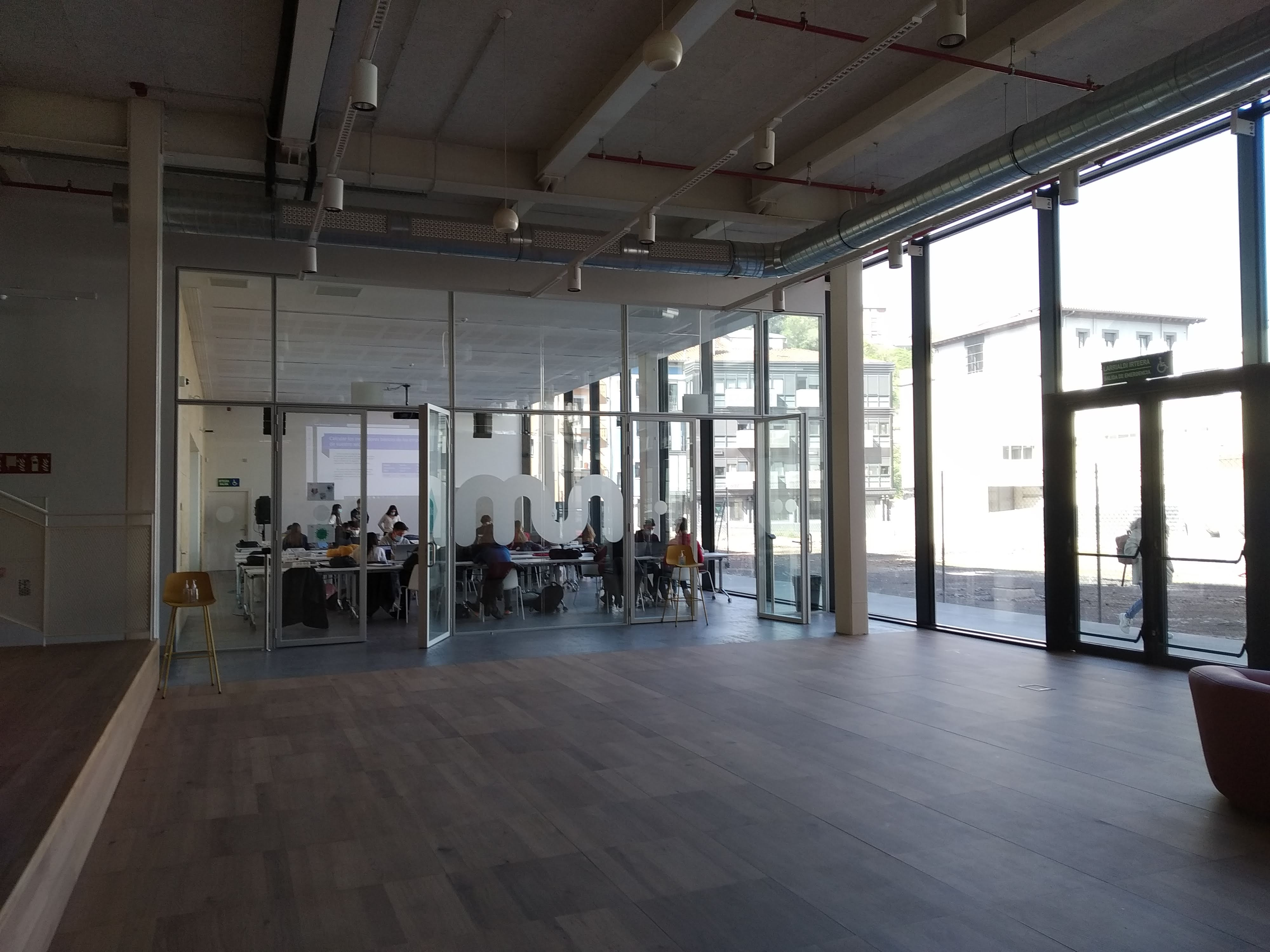
As Fabrik.

- El edificio Beta 1 acoge la Universidad del videojuego DigiPen.[82][83][84][85][86][87]
- Rehabilitación del Edificio Papelera como sede de la Universidad del diseño Kunsthal (2020).[88][89][90][91][92][93] Fue inaugurada el 21 de septiembre de 2020.[94][95][96]
- As Fabrik, cuyo objetivo es la mejora de la competitividad de las empresas locales y la consolidación de Zorrozaurre como ecosistema en el ámbito de los servicios avanzados para la industria 4.0 y la economía digital,[97] ocupa el edificio Beta 2,[98] gestionado por la Universidad de Mondragón.[85][99][100][101][102][103] La pandemia por coronavirus obligó a posponer hasta 2021 el estreno de As Fabrik en Zorrozaurre.[104] El 28 de noviembre de 2020, el Ayuntamiento terminó la rehabilitación del edificio Beta 2, cuyas tres primeras plantas ocupa la Universidad de Mondragón.[105] El nuevo campus universitario fue inaugurado el 7 de enero de 2021 con 228 estudiantes.[106][107][108]
- Rehabilitación del edificio de Agemasa para el Club de Remo Deusto.[109]
- En las antiguas oficinas de Vicinay Cadenas estará Tknika, donde se diseñan cursos de FP.[85]
- La Universidad de Navarra, de la mano de la Escuela de Arquitectura, impartirá docencia en el campo del diseño, arquitectura y urbanismo.[110][111][112][113]
- La Universidad de las Artes de Londres (UAL) implantará en la capital vizcaína parte de su actividad formativa.[114][115]
- Rehabilitación de los edificios de viviendas.[116][117]
- ZAWP Bilbao (barrio creativo).[118]
- Konsoni Lantegia, Depósito de Patrimonio Industrial de Euskadi.[119]

## Edificios
| Edificio                               | Entidad                       | Arquitecto/s                                                            | Imagen |
| -------------------------------------- | ----------------------------- | ----------------------------------------------------------------------- | ------ |
| AS Fabrik                              | Universidad de Mondragón      | Francisco García Alquegui y Juan José Abrisqueta; IA+B (rehabilitación) |        |
| IMQ Zorrotzaurre                       | Igualatorio Médico Quirúrgico | Carlos Ferrater, Alfonso Casares y Luis Domínguez                       |        |
| Edificio sede del grupo IDOM en Bilbao | Idom                          | Javier Pérez Uribarri, Oscar Ferreira, Jabier Fernández y Josu Eguileor |        |
| Puente Frank Gehry                     | Arenas y Asociados            | Guillermo Capellán y Héctor Beade                                       |        |
| Puente San Ignacio-Zorrozaurre         | LKS Ingeniería                | Enrique Elkoroberezibar y Sergio Saiz                                   |        |
| Club de Remo Deusto                    |                               |                                                                         |        |